# Svelte
Svelte je inovativní open source JavaScript framework, který umožňuje vývojářům vytvářet webové aplikace s vysokou efektivitou a výkonem. Svelte byl původně vydán v roce 2016 a od té doby získal pozoruhodnou popularitu mezi webovými vývojáři. Na rozdíl od některých dalších JavaScriptových frameworků, jako je React a Vue.js, Svelte kompiluje kód do vysoce efektivního imperativního kódu, který přímo aktualizuje DOM, místo aby používal virtuální DOM. Tento přístup výrazně snižuje režii běhu a může přinést významné výkonnostní výhody.

## Architektura
Svelte je založen na komponentovém modelu, podobně jako React a Vue.js. Vývojáři vytvářejí webové aplikace tím, že skládají komponenty dohromady. Každá komponenta je samostatná jednotka, která obsahuje kód a značky pro vytváření části uživatelského rozhraní.
Každá komponenta v Svelte je definována v souboru s příponou .svelte. Tento soubor může obsahovat tři sekce: <script>, <style> a HTML. Sekce <script> obsahuje JavaScriptový kód, který ovládá chování komponenty. Sekce <style> obsahuje CSS, které upravuje vzhled komponenty. HTML část definuje strukturu komponenty.
Sekce <script> a <style> mohou obsahovat kód napsaný v jazycích jako TypeScript, Stylus, Sass a další. Například, pokud chcete použít TypeScript v sekci <script>, můžete použít následující zápis: <script lang="ts">. Pokud chcete použít Stylus v sekci <style>, můžete použít následující zápis: <style lang="stylus">.

## Výhody a nevýhody

### Výhody
- Výkon: Díky tomu, že Svelte předkompiluje kód do efektivního imperativního kódu, který přímo aktualizuje DOM, může být výsledná aplikace rychlejší a efektivnější než aplikace postavené na jiných frameworcích.
- Zjednodušený kód: Svelte usiluje o minimalismus a jednoduchost v kódu. To může zjednodušit údržbu kódu a zlepšit čitelnost.
- Malá velikost balíčku: Aplikace vytvořené pomocí Svelte obvykle mají menší velikost balíčku než aplikace vytvořené pomocí jiných frameworků, což může zlepšit dobu načítání stránky.

### Nevýhody
- Menší komunita: Ačkoli Svelte rychle roste, jeho komunita je stále menší než u některých jiných JavaScriptových frameworků. To může ovlivnit dostupnost zdrojů pro učení, podporu a knihovny třetích stran.
- Potřeba překompilace: Protože Svelte předkompiluje kód do nativního JavaScriptu, změny v kódu vyžadují překompilaci. To může zpomalit proces vývoje, pokud vývojové prostředí není správně nastaveno.

## Využití
Svelte je silný a inovativní JavaScriptový framework, který nabízí významné výhody v oblasti výkonu a efektivity. Ačkoli je stále relativně nový na scéně JavaScriptových frameworků, rychle získává na popularitě díky svému jedinečnému přístupu k vývoji webových aplikací.